# Severnoïe Boutovo
Severnoïe Boutovo (en russe : Муниципальный округ Северное Бутово, « Boutovo Nord ») est un district municipal de la ville de Moscou, dépendant administrativement du district administratif sud-ouest.
Avec le district voisin de Ioujnoïe Boutovo, le territoire de ce district était occupé autrefois par le village de Boutovo qui intègre la municipalité de Moscou en 1985. Son territoire est divisé dans les deux districts distinct après la réforme administrative de 1991.

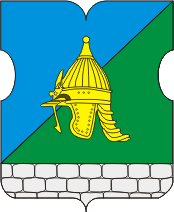
Armes du district
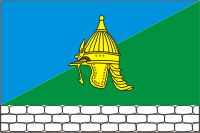
Drapeau du district

## Transports
Il est notamment desservi par les stations Lessoparkovaïa et Oulitsa Starokatchalovskaïa, de la ligne Boutovskaïa (ligne 12) du métro de Moscou.